# Friedrich Krafft von Crailsheim
Friedrich August Ernst Gustav Christoph Krafft Graf von Crailsheim, född 15 mars 1841 i Ansbach, död 13 februari 1926 i München, var en tysk greve och politiker.
Crailsheim tillhörde en evangelisk adlig ätt från Franken. Han inträdde 1865 i bayersk statstjänst samt blev 1880 minister för kungliga huset och utrikesärendena och i maj 1890, efter Johann von Lutz, konseljpresident. I mars 1903 tvingades han avgå till följd av Centrumpartiets angrepp mot hans enligt dess mening alltför liberala politik.